# Ogrodzona (powiat łęczycki)
Ogrodzona – wieś w Polsce położona w województwie łódzkim, w powiecie łęczyckim, w gminie Daszyna.
W latach 1975–1998 miejscowość administracyjnie należała do województwa płockiego.